# بيتر كرامر (رسام)
بيتر كرامر (بالدنماركية: Peter Cramer)‏ هو رسام دنماركي، ولد في 24 أغسطس 1726 في كوبنهاغن في الدنمارك، وتوفي بنفس المكان في 17 يوليو 1782.